# Дементьева, Раиса Фёдоровна
Раиса Фёдоровна Дементьева (14 апреля 1925 года — 22 ноября 2022 года) — советский государственный деятель, второй секретарь Московского горкома КПСС (1980—1986). Депутат Совета Союза Верховного Совета СССР 10—11 созывов (1979—1989) от Москвы. Депутат Верховного Совета РСФСР. Член ЦК КПСС (1976—1986), кандидат в члены с 1966 года. Член ЦРК КПСС (1961—1966).

## Биография
Родилась 14 апреля 1925 года. Член ВКП(б) с 1948 г. В 1957 г. окончила Московский экономико-статистический институт.
C 1947 — на комсомольской работе, секретарь комитета ВЛКСМ завода «Каучук».
С 1952 — на партийной работе.
12.1960—27.10.1980 — секретарь Московского городского комитета КПСС.
31.10.1961—29.3.1966 — член Центральной Ревизионной Комиссии КПСС.
8.4.1966—24.2.1976 — кандидат в члены ЦК КПСС.
5.3.1976—25.2.1986 — член ЦК КПСС.
27.10.1980—1.1986 — 2-й секретарь Московского городского комитета КПСС.
С 1.1986 — на пенсии.
Скончалась 22 ноября 2022 года, похоронена на Троекуровском кладбище (уч. 1).